# Leptura plagifera
Leptura plagifera là một loài bọ cánh cứng trong họ Cerambycidae.